# 콜로설 케이브 어드벤처
콜로설 케이브 어드벤처(Colossal Cave Adventure, ADVENT, Colossal Cave, or Adventure)는 텍스트 기반 어드벤처 게임으로, 1975년에서 1977년 사이 PDP-10 메인프레임용으로 Will Crowther가 개발하였다. 이 게임은 1977년 돈 우즈의 도움을 받아 확장되었으며 기타 프로그래머들은 이 게임의 여러 변종을 개발하고 여러 해에 걸쳐 다른 시스템으로 이식하였다.
게임에서 플레이어는 단순 텍스트 명령을 통해 캐릭터를 조정하면서 부로 가득찼다는 소문이 있는 동굴을 탐험한다. 플레이어는 보물을 얻고 생존한 채로 동굴을 빠져나감으로써 미리 정의된 점수를 얻으며, 목표는 제공되는 점수를 최대한 많이 얻는 것이다.
콜로설 케이브 어드벤처는 최초의 인터랙티브 픽션이자 최초의 텍스트 어드벤처 게임으로 알려져 있으며 어드벤처 게임 장르의 선구자로 간주된다.